# Minami Itahashi
Minami Itahashi (板橋 美波 (Itahashi Minami?); Takarazuka, 28 gennaio 2000) è una tuffatrice giapponese.

## Biografia
All'età di 16 anni ha rappresentato il Giappone ai Giochi olimpici di Rio de Janeiro 2016 gareggiando nel concorso dei tuffi dalla piattaforma 10 metri, dove ha ottenuto l'ottavo posto in finale.

## Palmarès
- Mondiali

Fukuoka 2023: bronzo nel sincro 10m misti.
- Campionati asiatici di nuoto

Tokyo 2016: bronzo nella piattaforma 10 m.